# ليلة مظلمة
ليلة مظلمة (بالروسية: Тёмная ночь)، وتلفظ تيومنايا نوتش، هي أغنية سوفيتية مشهورة مرتبطة بالحرب الوطنية العظمى. قدمها في الأصل مارك بيرنز في فيلم الحرب جنديان الذي عُرض عام 1943.
ألف الأغنية الملحن نيكيتا بوجوسلوفسكي (1913-2004) والشاعر فلاديمير أجاتوف الذي كتب نصًا عن موسيقاه. صُنعت هذه الأغنية خصيصًا لفيلم جنديان. سجَّل ليونيد أوتيوسوف دون علم المؤلفين ووحدة الفيلم، الأغنية، وبذلك أصبح أول من فعل ذلك، ولكن أداء بيرنز في الفيلم هو الذي جعل الأغنية مشهورة. في الفيلم، لعب بيرنز دور جندي يتذكر زوجته وطفله أثناء غناء الأغنية في الليل.
وكان الخبراء الرسميون حريصين على اتهام بوجوسلوفسكي بنشر الألحان العاطفية "الفلستينية". وعلى الرغم من نبذها من جانب السلطات، أصبحت الأغنية رمزًا لسنوات الحرب بالنسبة لملايين الشعب السوفيتي.
بسبب شعبيتها، سُجلت الأغنية لاحقًا لشركة آر سي أيه فيكتور (#26-5037) بواسطة المغني سيدور بيلارسكي بالتعاون مع عازف الأكورديون الأوركسترالي جون سيري وأوركسترا ميشا بور في عام 1946.
وُصفت ليلة مظلمة بأنها "أغنية غنائية لطيفة مشبعة بشعور الحنين إلى الوطن وتعبر عن الإخلاص للحبيب" والتي ساعدت في "الكشف عن الجانب الشخصي للحياة العسكرية، والذي لا يمكن تمييزه في هدير الحرب". كان هذا التناقض حادًا مع النوع السائد من أغاني الحرب، والتي كانت إما أغنية مسيرة ميدانية أو أغنية وطنية مدنية.

## عروض أخرى
إلى جانب بيرنز وأوتيوسوف، قام بأداء الأغنية إيفان كوزلوفسكي، مسلم ماجوماييف، ليودميلا جورشينكو، جايسون كوشاك، نويز إم سي، زيمفيرا، إيفان ريبروف، جورج مالمستين، باستا، وألكسندر جولدشيدر من بين آخرين كثر.
وفي النسخ المترجمة راج أداء فيرا جران وفرهاد من بين العديد من الآخرين.